# Tomé de Faría
Tomé de Faría OCarm (ur. 24 marca 1581, zm. 23 października 1628) – portugalski duchowny rzymskokatolicki, karmelita, sufragan lizboński.

## Biografia
22 sierpnia 1616 papież Paweł V prekonizował go biskupem pomocniczym lizbońskim oraz biskupem in partibus infidelium Targi. 15 stycznia 1617 przyjął sakrę biskupią z rąk emerytowanego biskupa Ceuty i Tangeru Jerónimo de Gouvei OFM.